# Mgławica Tykwa
Mgławica Tykwa (również Mgławica Zepsute Jajko) – mgławica protoplanetarna znajdująca się w gwiazdozbiorze Rufy. Mgławica ta znajduje się w odległości około 5000 lat świetlnych od Ziemi, a jej długość wynosi 1,4 roku świetlnego. Nazwa mgławicy Tykwa nawiązuje do jej kształtu, natomiast nazwa Zepsute Jajko została jej nadana z powodu dużej zawartości siarki, której związki odpowiadają za zapach zepsutego jajka.
Mgławica Tykwa należy do najbardziej dynamicznych mgławic protoplanetarnych. Jej centralna gwiazda wyrzuca gaz z prędkością 200 km/s. Poruszająca się z dużą prędkością materia została uformowana z jednej strony na kształt sporego bąbla postrzępionych „płomieni” oraz wyraźnej strugi materii z drugiej strony. Struga ta zdaje się uderzać w wolniej poruszającą się materię międzygwiezdną, tworząc przy tym potężne fale uderzeniowe. Obserwacje prowadzone w paśmie radiowym ujawniły występowanie wśród gazów otaczających gwiazdę niespotykanie dużej zawartości siarki, która została zapewne wytworzona przez fale uderzeniowe. Mgławica Tykwa znajduje się w bardzo wczesnym stadium swojego rozwoju, przez co pozwala obserwować procesy prowadzące do powstawania w pełni rozwiniętych mgławic planetarnych. Za około 1000 lat mgławica ta przekształci się w pełnowartościową mgławicę planetarną.